# Dino Bergens
Dino Bergens (Paramaribo, 31 augustus 1969) is een Nederlands-Surinaams voormalig basketbalspeler. Bergens is getrouwd en heeft twee zoons, Jamie en Skye, die ook beide basketballen.

## Carrière
Dino Bergens speelde van het eind van de jaren 1980 tot begin jaren 2000 voor verschillende teams in de Eredivisie. In 2022 was hij jeugdtrainer van BC Apollo.
- 1987-1990: Nashua, Den Bosch
- 1990-1991: Festo BVV, Voorburg
- 1991-1994: Donar, Groningen
- 1994-1995: Canoe Jeans, Den Bosch
- 1995-1996: America Today, Den Bosch
- 1996-1997: Libertel Dolphins, Den Bosch
- 1997-1998: De Dunckers, Assen
- 2003-2006: BC Omniworld, Almere